# 趋向动词
趋向动词属于实词中的动词，
表示从远到近、从高到低、从里到外等移动的趋向或其他虚化的意义，可分为单纯趋向动词和复合趋向动词。
趋向动词的特别之处在于，它不仅可以单独做谓语或谓语中心语，更经常用在其他动词或形容词后面表示动作的趋向、结果或状态，因此又被称作趋向补语，这是此类动词在漫长的语法化过程中不断由实转虚的现象的一种体现。

## 示例
单纯趋向动词是“来、去、进、出、上、下、回、过、起、开”等。复合趋向动词由两个单纯趋向动词组成，如“进来、进去、出来、出去、上来、上去、下来、下去、回来、回去、过来、过去、起来” 等。

## 语法功能
趋向动词可以单独作谓语或者作谓语中心语，如，“让他去，你尽快回来”（其中“去”和“回来"是趋向性动词）。但经常用在别的动词或形容词后表示趋向，做趋向补语，如，“带来一束花”中的“来”。